# 阿内丝·尼恩
阿内丝·尼恩（Anaïs Nin，本名Angela Anaïs Juana Antolina Rosa Edelmira Nin y Culmell，1903年2月21日—1977年1月14日），知名美国作家，出生於法國。父母都是古巴裔，其中父親祖輩為逃離法國大革命先到了北美，後落根古巴；母系有來自法國與丹麥血統。童年時她与家人穿梭於法國、古巴、西班牙。后來她歸化为美国公民。尼恩9岁时父母离异，之后她辍学，曾短暂的当过模特。1923年与后来的电影制片人Hugo Guiler结婚。1924年夫妇二人在巴黎，结识亨利·米勒。米勒的作品对尼恩产生了很大影响，她还成为米勒长时间的情人。1940年法国沦陷后她到了美国。1947年与小她17岁的Rupert Pole秘密结合。
尼恩的作品多带有法国式的超现实主义风格，不过她主要以7卷本的《阿内丝·尼恩日记》而知名。这些日记的手稿约有35000页，现在保存在加州大学洛杉矶分校特藏部。其他一些作品包括一些色情故事，这些小说以露骨的方式描写性行为，《维纳斯三角洲》就是一个例子。《乱伦之屋》则是一部带有自传性质的作品。这些作品频繁的描写梦境和潜意识，明显受到西格蒙德·弗洛伊德和卡尔·荣格精神分析学的影响。她曾从师奥托·兰克学习精神分析，甚至短暂的从师于荣格本人。